# Pavel Jirousek
Pavel Jirousek (* 3. června 1973) je bývalý český fotbalista, záložník. 

## Fotbalová kariéra
Hrál za FC Union Cheb, FK Jablonec a SK Dynamo České Budějovice. Celkem v české nejvyšší soutěži odehrál 217 utkání a dal 8 gólů. V současnosti pracuje na postu trenéra v týmu MFK Chrudim

## Ligová bilance
| Ročník                          | Zápasy | Góly | Klub                       |
| ------------------------------- | ------ | ---- | -------------------------- |
| 1. česká fotbalová liga 1993/94 | 25     | 2    | FC Union Cheb              |
| 1. česká fotbalová liga 1994/95 | 21     | 1    | FC Union Cheb              |
| 1. česká fotbalová liga 1995/96 | 7      | 0    | FC Union Cheb              |
| 1. česká fotbalová liga 1995/96 | 9      | 0    | FK Jablonec                |
| 1. česká fotbalová liga 1996/97 | 21     | 0    | FK Jablonec                |
| Gambrinus liga 1997/98          | 23     | 2    | FK Jablonec                |
| Gambrinus liga 1998/99          | 19     | 0    | FK Jablonec                |
| Gambrinus liga 1999/00          | 24     | 1    | FK Jablonec                |
| Gambrinus liga 2000/01          | 23     | 1    | FK Jablonec                |
| Gambrinus liga 2001/02          | 22     | 0    | FK Jablonec                |
| Gambrinus liga 2002/03          | 23     | 1    | SK Dynamo České Budějovice |
| CELKEM                          | 217    | 8    |                            |